# شیربرفی
شیربرفی نام کوه و قله‌ای در شهرستان بروجرد است. این کوه در جنوب شهر بروجرد و بر سر راه بروجرد - بیرانشهر قرار گرفته است و بخشی از رشته کوه زاگرس محسوب می‌شود. شیربرفی در غرب دشت سیلاخور قرار گرفته‌است و ارتفاع آن از سطح دریا ۳۱۸۰ متر است . روستاهای مجاور این کوه در سمت شرق به ترتیب از شمال به جنوب عبارتند از: زرشکه، چنارستان، کیوره و بوریاباف. در جنوب و غرب این کوه نیز روستاهای متعددی وجود دارند از جمله :مله کبود، قلعه آبسرده، کلاته آبسرده،آبسرده الائی، ، پلکان علیا، تنگ لره و دره احمد.
مسیر اصلی صعود به این کوه روستای مله‌کبود (بروجرد) می باشد

## تصاویر

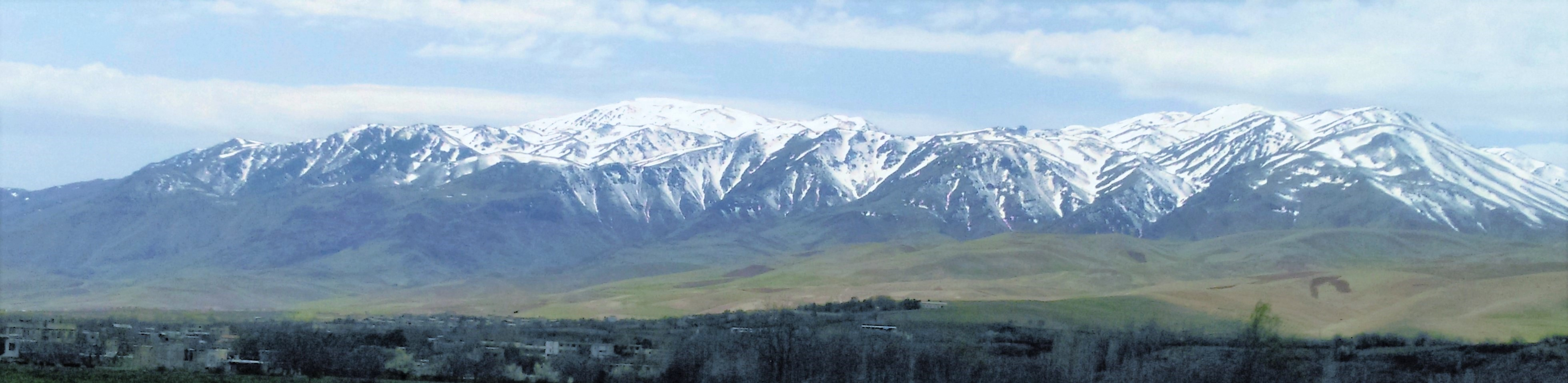
شیربرفی در جنوب غربی بروجرد

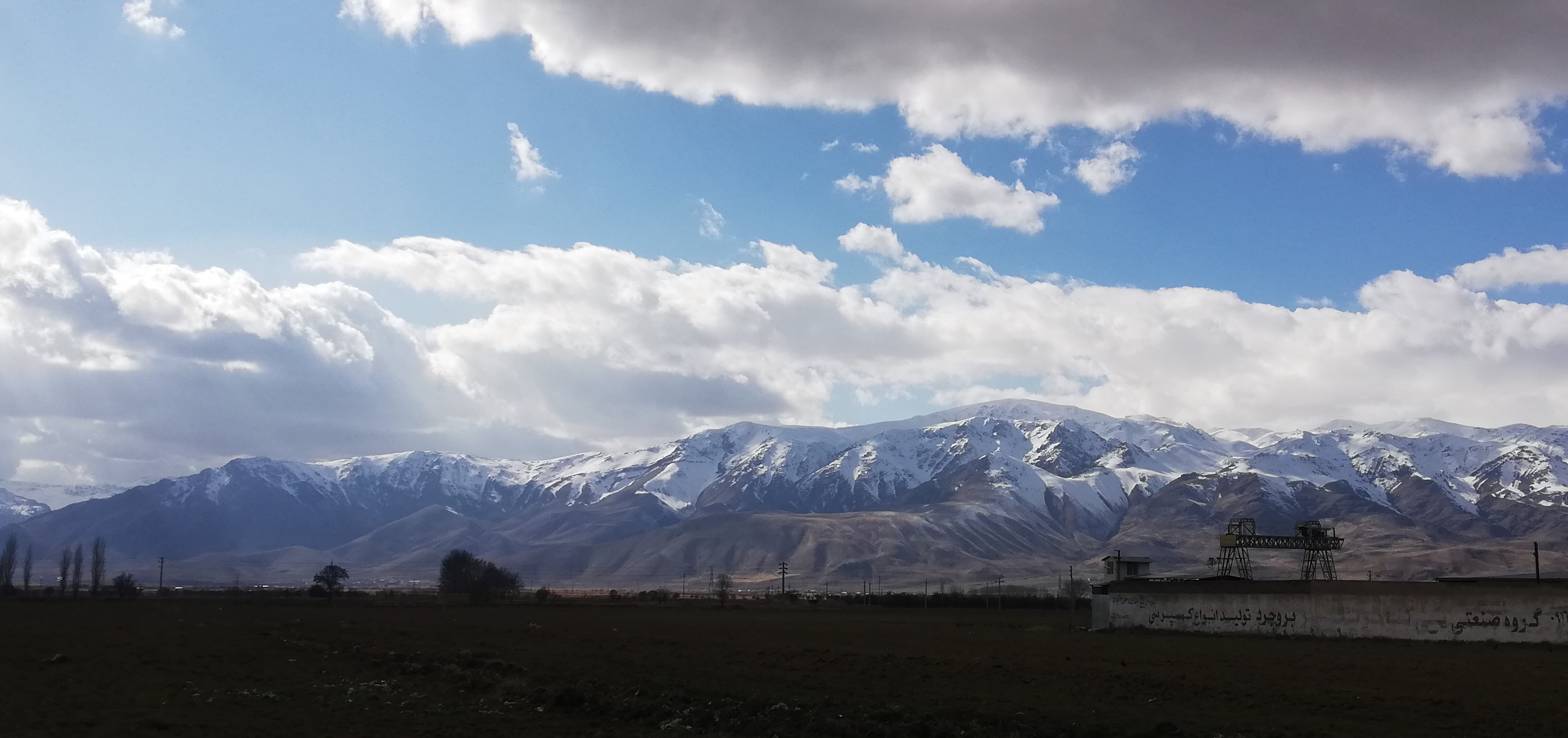
شیربرفی در زمستان